# Schlangensonne
Schlangensonne (рус. Солнце змей) — восьмой студийный альбом немецкой блэк-дэт-группы Eisregen.

## Список композиций
| №   | Название               | Длительность |
| --- | ---------------------- | ------------ |
| 1.  | «Nachtverzehr»         | 4:33         |
| 2.  | «Blute aus»            | 4:11         |
| 3.  | «Auf ewig Ostfront»    | 4:35         |
| 4.  | «Ernte den Untergang»  | 4:45         |
| 5.  | «Zauberelefant»        | 6:56         |
| 6.  | «Kai aus der Kiste»    | 5:57         |
| 7.  | «Tod senkt sich herab» | 4:26         |
| 8.  | «Linkshänder»          | 4:19         |
| 9.  | «Das Allerschlimmste»  | 5:42         |
| 10. | «Schlangensonne»       | 5:04         |
| 11. | «Brustfeti-Christ »    | 2:08         |

## Над альбомом работали

### Участники группы
- Blutkehle — вокал, лирика
- Yantit — ударные
- Bursche Lenz — гитары, бас
- Dr. Franzenstein — клавишные

### Прочие
- Markus Stock — Mixing, Mastering
- Yantit — Artwork, Layout